# Исторический музей Согдийской области
Истори́ческий музе́й Согди́йской о́бласти — региональный исторический музей в Худжанде, втором по величине городе Таджикистана и столице самой северной провинции страны, Согдийской области. Музей был построен в Худжандской крепости, реконструированной в 1999 году, на юго-восточном углу старой городской стены. На северной стороне старого города протекает река Сырдарья, по которой туристы могут прогуляться или покататься на гондоле.

## История
Музей образован в 2006 году на базе Историко-краеведческого музея Согдийской области – старейшего музея Таджикистана. 
В Худжанде краеведческий музей был создан в 1931 году, на три года раньше, чем национальный музей в г. Душанбе.
В 1980-х годах музей располагался в части комплекса соборной мечети Масджиди Джами — памятника зодчества начала XX века. В конце 1990-х годов эта часть комплекса была передана мусульманской общине города. Новое здание для музея было построено в 2003–2006 годах на месте старинной крепости в историческом центре города. Строительство обошлось в 3 800 000 сомони, 500 000 из которых были выделены из казны Президента страны. Новые экспозиции музея были открыты для посетителей в марте 2007 года в честь празднования 2520-летия Худжанда. 
За 2013 год музей посетили более 30 тысяч туристов. Более 2000 человек из общего числа были иностранными туристами.

## О музее

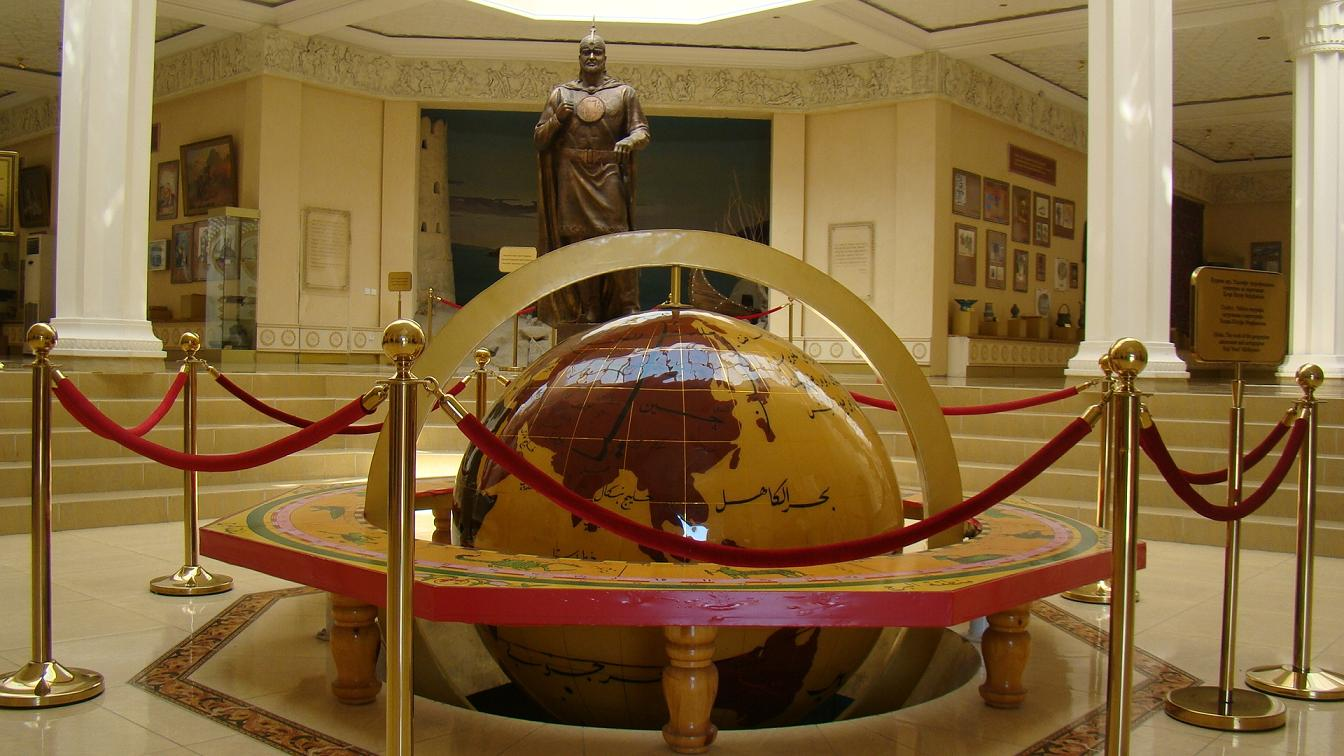
Глобус и статуя Темурмалика

Коллекции музея насчитывают более 28 тысяч предметов. В экспозиции широко представлены экспонаты, связанные с историей Согдийской области, в том числе редкие таджикские ковры ручной работы, таджикская вышивка и костюмы. Заглядывая ещё дальше в прошлое, можно увидеть диорамы доисторической жизни, современные мраморные мозаики, изображающие жизнь Александра Македонского, который построил самый отдаленный из своих городов поблизости, и статую Темурмалика, прославившегося сопротивлением монгольскому нашествию в 1219 году и 1220. Статуя Темурмалика — героя таджикского народа была создана молодым и талантливым скульптором Давронджоном Рахматовым, лауреатом Государственной премии имени Камаля Худжанди, высотой 3,5 метра и с использованием 4 тонн бронзового металла. 

## Галерея

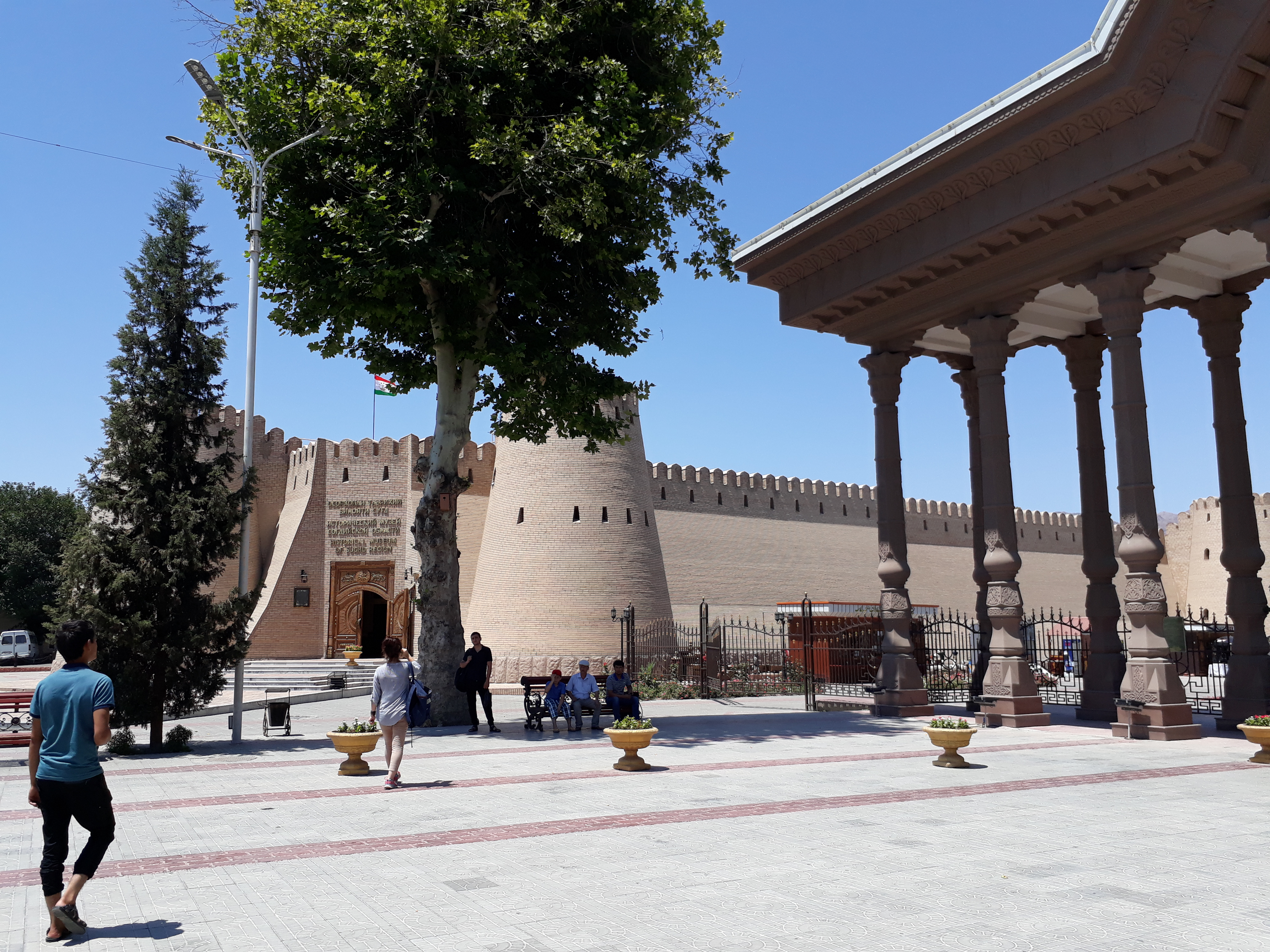
Площадь возле музея в Худжанде
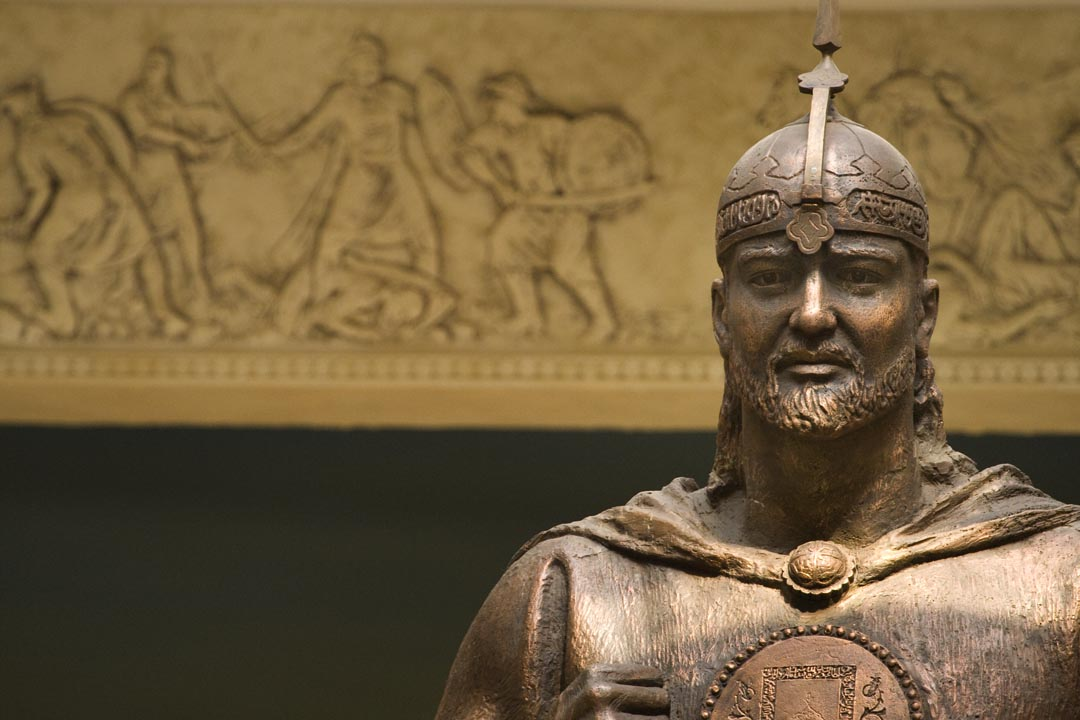
Статуя Темурмалика
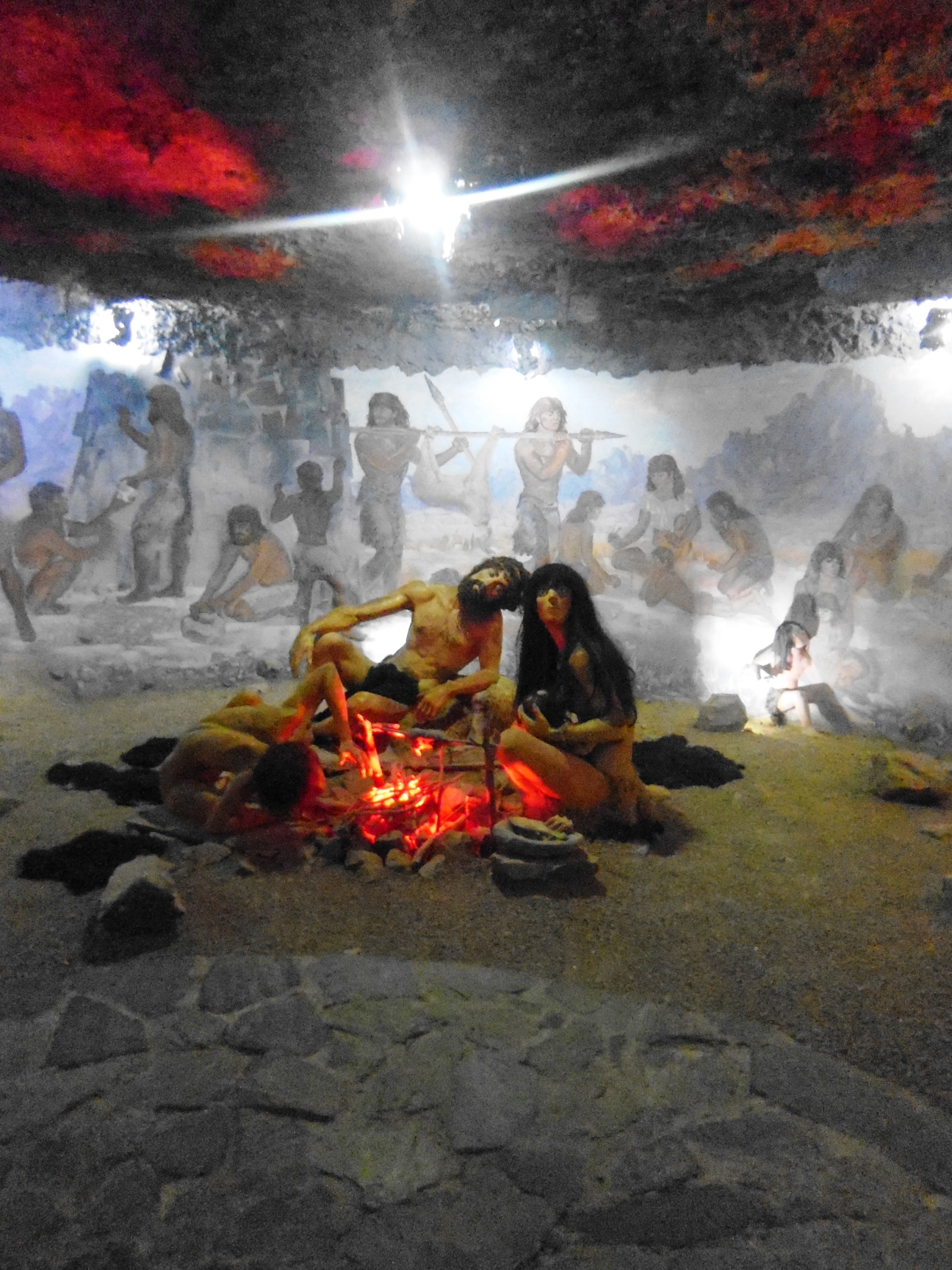
Зал эпохи каменного века
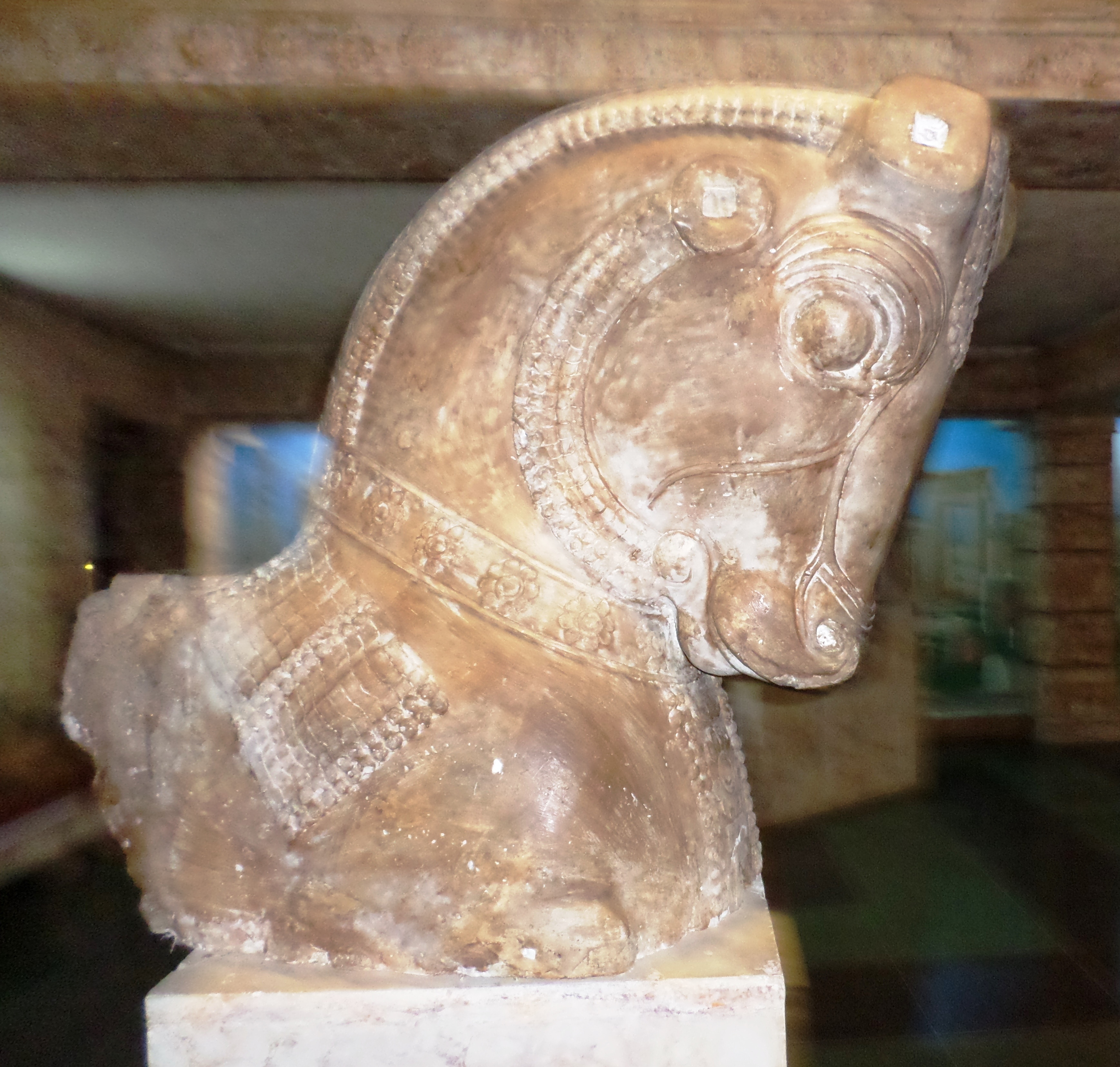
Зал периода державы Ахеменидов
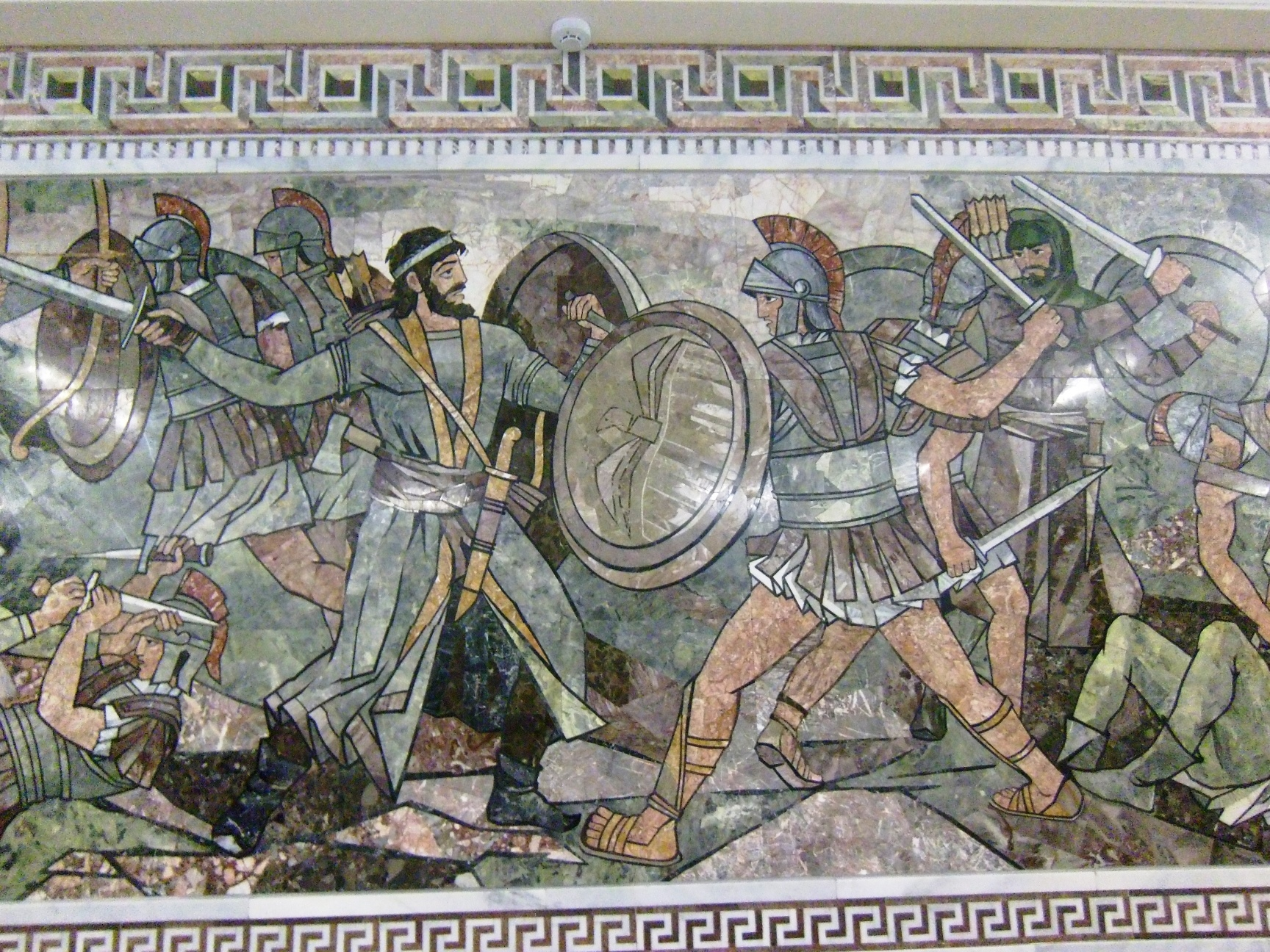
Картина эллинистического периода
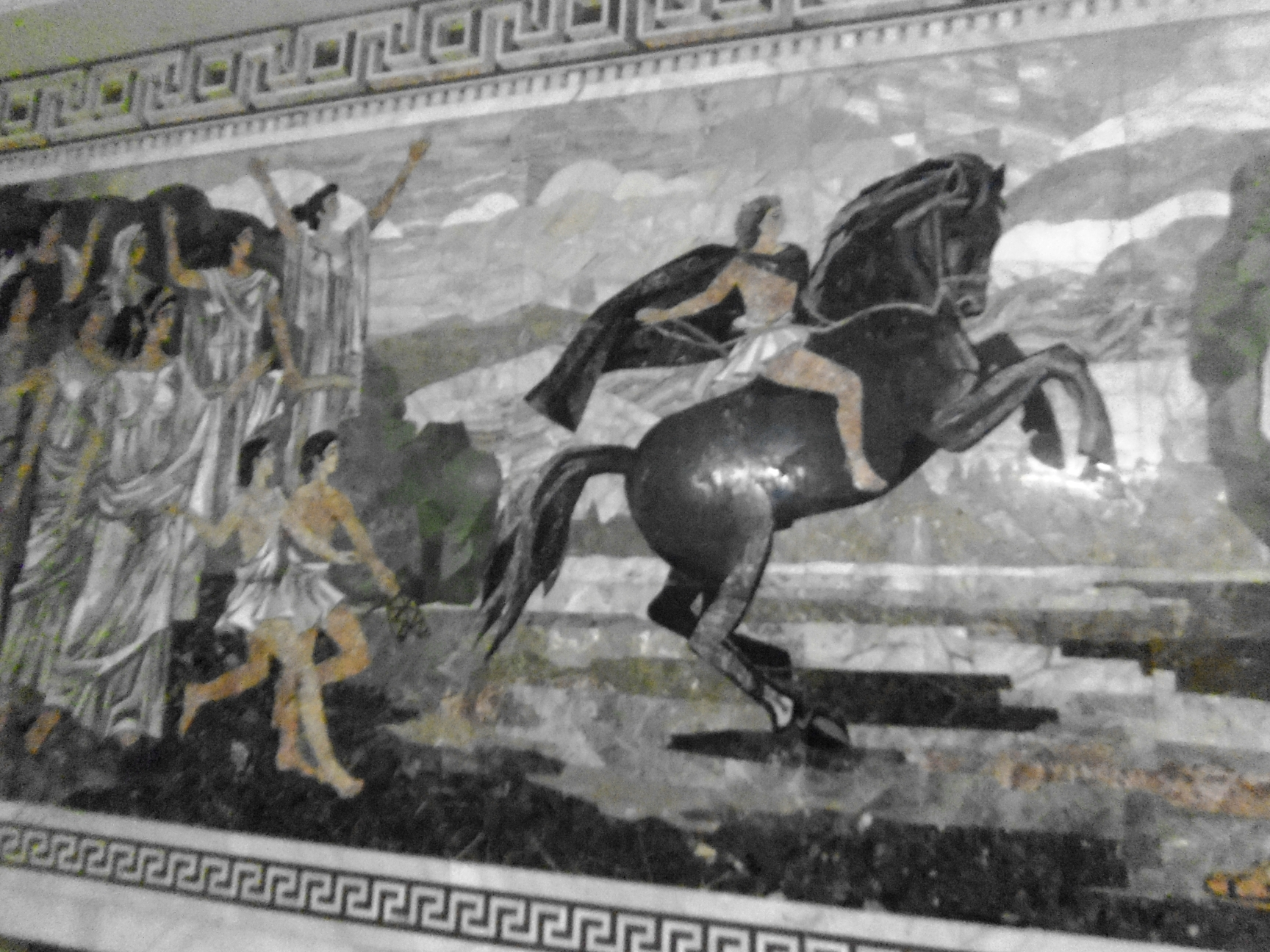
Картина эллинистического периода
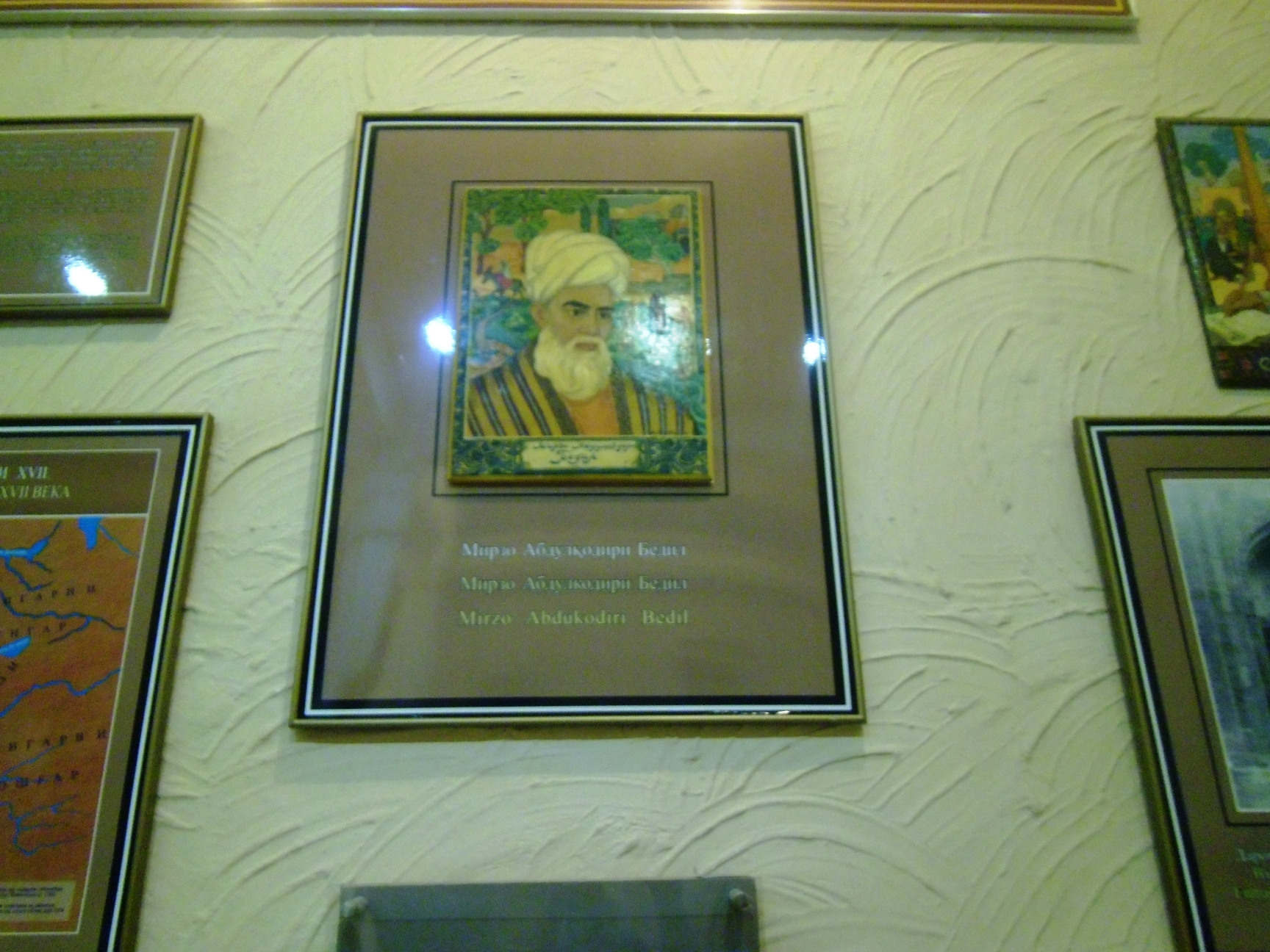
Картина Бедиля
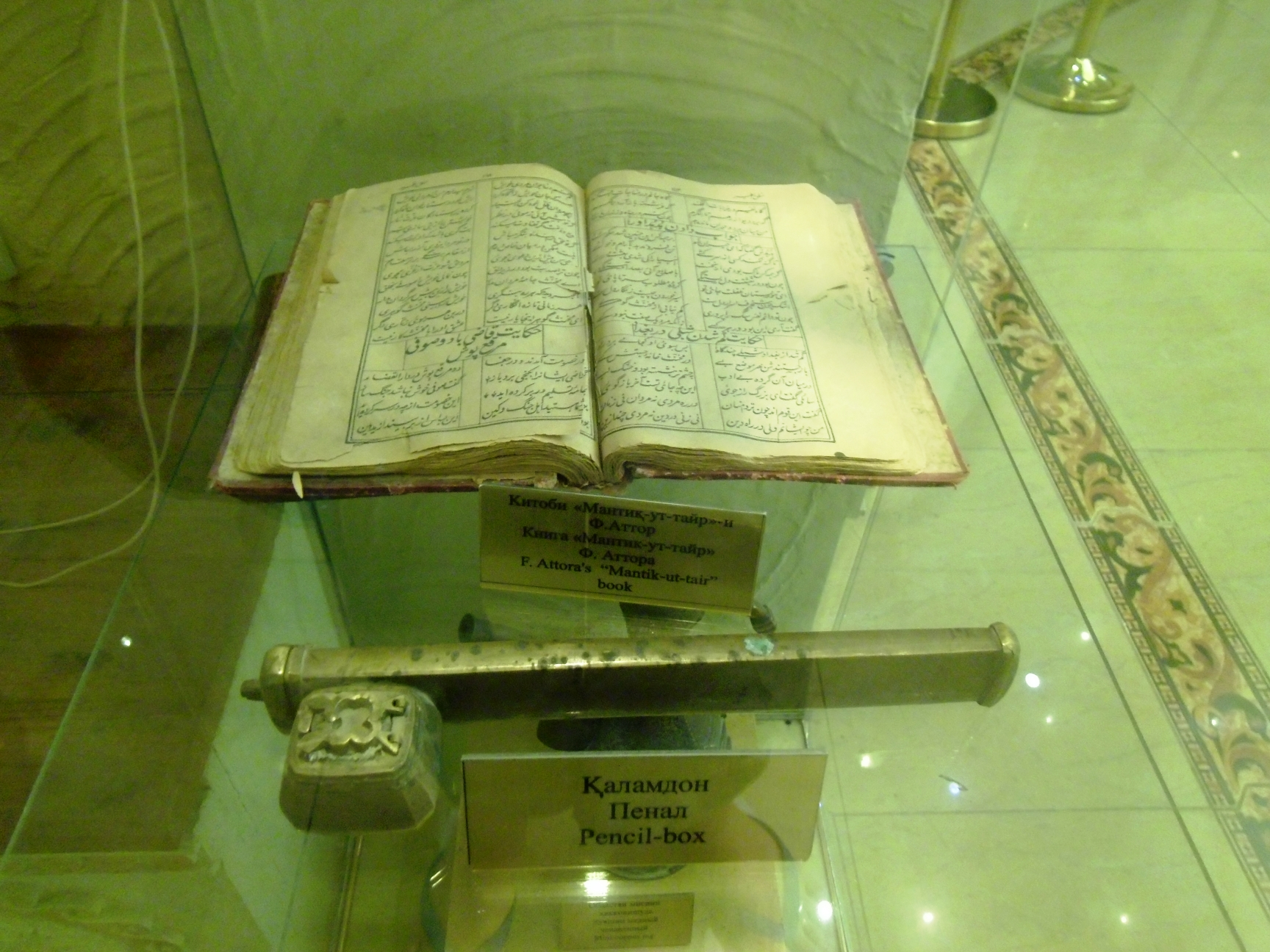
Средневековые книги
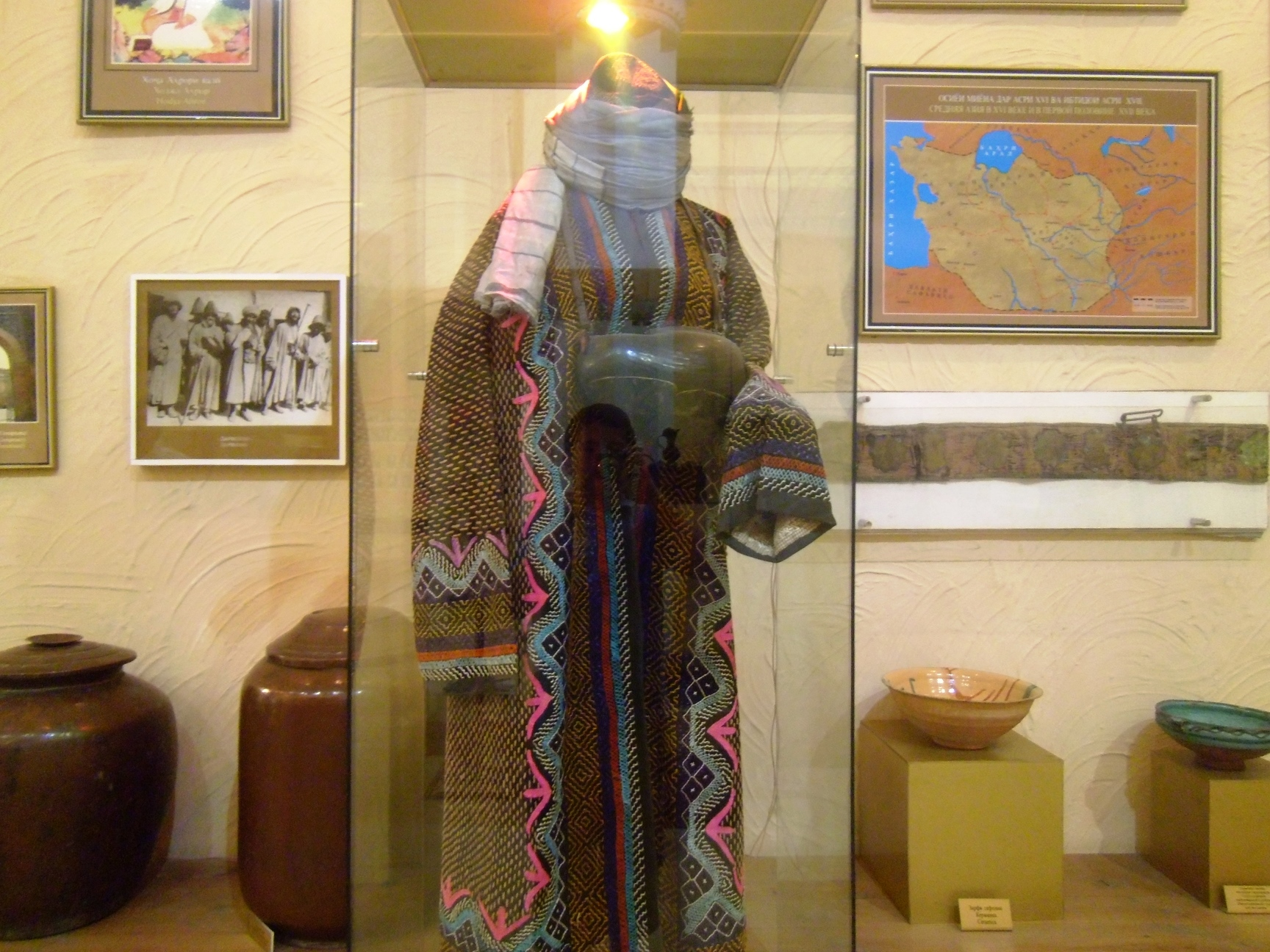
Одежда людей Средневековья